# Pilz (Plattenlabel)
Pilz war ein deutsches Plattenlabel der Ohr & Pilz Musik Produktion, Berlin und in den Jahren 1971 und 1972 aktiv. Auf Pilz erschienen 20 Langspielplatten und 7 Singles.

## Geschichte
Die Ursprünge von Pilz gehen auf die BASF Musikproduktion zurück. Ein von Jürgen Schmeisser für den wachsenden Deutschrockmarkt konzipiertes Label der BASF Musikproduktion namens mouse, welches bereits Alben mit Gruppen wie Dies Irae, Ardo Dombec, McChurch Soundroom oder Virus fertig produziert hatte, wurde zugunsten des zeitgleich von Rolf-Ulrich Kaiser und Peter Meisel gegründeten Labels Pilz wieder eingestellt. Auf Pilz, für das BASF nun den Vertrieb übernahm, wurde kurzerhand das fertige Startpaket von mouse veröffentlicht.
Im Gegensatz zum psychedelisch-, elektronisch-orientierten Label Ohr, welches Kaiser ebenfalls führte, konzentrierte sich Pilz mehr auf folk-orientierte, ruhigere Rockbands. Mit Veröffentlichung von Popol Vuhs Hosianna Mantra endete bereits 1972 die Geschichte des Labels.
Bekannte Künstler, die auf Pilz veröffentlichten, waren u. a. Wallenstein und Jerry Berkers (Solo-Album), sowie Popol Vuh, Witthüser & Westrupp oder Hölderlin. In den 1980er Jahren erlebten die Ausgaben von Pilz ein Comeback als Reissues auf dem Label Pop Import Mikulski.

## Erscheinungsbild
Das Markenzeichen des Labels ist ein Fliegenpilz, der klein mit der Plattennummer das Frontcover ziert und groß auf dem Etikett der Seite 1 zu sehen ist. Das Etikett der Seite 2 enthält die Titelliste beider Seiten. Zahlreiche Langspielplatten in der Originalausgabe erschienen als Klappcover, gestaltet mit Fotografien des Künstlers Marcel Fugère.

## Diskographie
Die Ausgaben sind nach Jahrgang sortiert und im Jahr nach aufsteigender Plattennummer. Das Label Pilz vergab keine eigenen Nummern, sondern reihte seine Ausgaben in die Nummerierung von BASF ein.

### Langspielplatten
| Best.-Nr.  | Interpret            | Titel                                | VÖ   |
| ---------- | -------------------- | ------------------------------------ | ---- |
| 15 21114-2 | Various Artists      | Heavy Christmas                      | 1971 |
| 20 20114-7 | Dies Irae            | First                                | 1971 |
| 20 21088-2 | Flute & Voice        | Imaginations of Light                | 1971 |
| 20 21090-1 | Joy Unlimited        | Schmetterlinge                       | 1971 |
| 20 21095-2 | Ardo Dombec          | Ardo Dombec                          | 1971 |
| 20 21098-7 | Witthüser & Westrupp | Der Jesuspilz – Musik vom Evangelium | 1971 |
| 20 21099-5 | Rufus Zuphall        | Phallobst                            | 1971 |
| 20 21100-2 | Bröselmaschine       | Bröselmaschine                       | 1971 |
| 20 21102-9 | Virus                | Thoughts                             | 1971 |
| 20 21103-7 | McChurch Soundroom   | Delusion                             | 1971 |
| 20 21276-9 | Popol Vuh            | In den Gärten Pharaos                | 1971 |
| 20 21314-5 | Hölderlin            | Hölderlins Traum                     | 1972 |
| 20 29064-6 | Wallenstein          | Blitzkrieg                           | 1972 |
| 20 29077-8 | Emtidi               | Saat                                 | 1972 |
| 20 29097-2 | Anima                | Anima                                | 1972 |
| 20 29113-8 | Wallenstein          | Mother Universe                      | 1972 |
| 20 29115-4 | Witthüser & Westrupp | Bauer Plath                          | 1972 |
| 20 29116-2 | Various Artists      | Rapunzel – Neue Deutsche Volksmusik  | 1972 |
| 20 29131-6 | Jerry Berkers        | Unterwegs                            | 1972 |
| 20 29143-1 | Popol Vuh            | Hosianna Mantra                      | 1972 |

### Singles
| Best.-Nr.  | Interpret            | Titel                                             | VÖ   |
| ---------- | -------------------- | ------------------------------------------------- | ---- |
| 05 10147-3 | Elga                 | Cajun Man / Streets of London                     | 1971 |
| 05 11101-0 | Virus                | King Heroin / Take Your Thoughts                  | 1971 |
| 05 11106-1 | Dies Irae            | Lucifer / Tired                                   | 1971 |
| 05 19041-7 | Witthüser & Westrupp | Die Erleuchtung / Die Aussendung                  | 1971 |
| 05 11556-3 | Joy Unlimited        | Early Morning Moanin’ / Proud Angelina            | 1972 |
| 05 19128-6 | Jerry Berkers        | Na na na chu chu chu / Es wird morgen vorbei sein | 1972 |
| 05 19134-0 | Witthüser & Westrupp | Bauer Plath / Das Lied der Liebe                  | 1972 |